# 베스-추미노 모형
베스-추미노 모형(Wess–Zumino model)은 가장 단순한 초대칭적 이론의 하나다. 그 단순함으로 인하여, 역사적으로 최초로 발견된 초대칭적 이론의 하나였고, 또 교과서에서 예제로 쓰인다.

## 역사
1974년에 오스트리아의 율리우스 베스와 이탈리아의 브루노 추미노가 도입하였다.

## 정의
대부분 마이너스인 계량 부호수 (+−−−)를 쓰자.
{\displaystyle n}개의 왼손 손지기 초장 {\displaystyle \phi _{1},\phi _{2},\dots ,\phi _{n}}이 있다고 하자. 베스-추미노 모형은 이 초장으로 만들 수 있는 모든 4차원에서 재규격화할 수 있는 항을 포함한다. 이러한 항은 F항과 D항이 있다. 즉 라그랑지안은 다음과 같다.
{\displaystyle {\mathcal {L}}={\mathcal {L}}_{F}+{\mathcal {L}}_{D}}

### F항 (위치 에너지)
이를 가지고 쓸 수 있는 4차원에서 재규격화할 수 있는 가장 일반적인 초퍼텐셜 {\displaystyle W}는 다음과 같다.
{\displaystyle W(\phi )=a_{i}\phi _{i}+{\frac {1}{2}}m_{ij}\phi _{i}\phi _{j}+{\frac {1}{6}}y_{ijk}\phi _{i}\phi _{j}\phi _{k}}
손지기 초장은 곱해도 (공변 미분의 라이프니츠 법칙에 인하여) 손지기 초장을 이루므로, 초퍼텐셜의 F항을 취하여 라그랑지언을 적을 수 있다.
{\displaystyle {\mathcal {L}}_{F}=[W(\phi )]_{F}+[W^{\dagger }(\phi ^{\dagger })]_{F}}

### D항 (운동에너지)
F항 말고도, 장이 운동 에너지를 가지려면 D항이 필요하다. 초장을 {\displaystyle \phi _{i}\phi _{i}^{\dagger }}와 같이 곰하면 벡터 초장을 얻는다. 따라서 가장 일반적인 4차원에서 재규격화할 수 있는 F항은 다음과 같다.
{\displaystyle {\mathcal {L}}_{D}=[\phi _{i}\phi _{i}^{\dagger }]_{D}}
(그 계수는 운동 에너지 항의 일반적 형태에 맞춰 1로 틀맞춤한다.)

### 현상론
이론의 현상론을 다루려면, 라그랑지언을 초장이 아닌 일반적 장으로 고쳐 써야 한다.
{\displaystyle {\mathcal {L}}_{D}=F^{\dagger }F+\left|\partial \phi \right|^{2}+{\frac {1}{2}}i\psi \sigma ^{\mu }\partial _{\mu }{\bar {\sigma }}-{\frac {1}{2}}i(\partial _{\mu }\psi )\sigma ^{\mu }{\bar {\psi }}}
{\displaystyle {\mathcal {L}}_{F}=-aF-m_{ij}\phi _{i}F_{j}-{\frac {1}{2}}m_{ij}\psi _{i}\psi _{j}-{\frac {1}{2}}y_{ijk}\phi _{i}\phi _{j}F_{k}-{\frac {1}{2}}y_{ijk}\phi _{i}\psi _{j}\psi _{k}+{\text{H.C.}}}
보조장 {\displaystyle F}는 오일러-라그랑주 방정식으로 없앨 수 있다. 질량항이나 상호작용항이 없는 경우({\displaystyle m=y=0})는 보조장이 든 항을 단순히 없애면 된다.
보조장을 제외하고, n개의 마요라나 입자 {\displaystyle \psi _{i}}와 n개의 복소 스칼라 입자 (또는 스칼라-유사스칼라 입자 쌍) {\displaystyle \phi _{i}}를 포함하는 것을 알 수 있다.

## 같이 보기
- 𝒩=4 초대칭 양-밀스 이론
- 초다중항

## 참고 문헌
- Figueroa-O'Farrill, J.M. (2001년 9월). “BUSSTEPP Lectures on Supersymmetry”. arXiv:hep-th/0109172. Bibcode:2001hep.th....9172F.